# Notocidaris
Notocidaris is een geslacht van zee-egels uit de familie Ctenocidaridae.

## Soorten
- Notocidaris bakeri McKnight, 1974
- Notocidaris gaussensis Mortensen, 1909
- Notocidaris hastata Mortensen, 1909
- Notocidaris lanceolata Mooi, David, Fell & Choné, 2000
- Notocidaris mortenseni (Koehler, 1900)
- Notocidaris platyacantha (H.L. Clark, 1925)
- Notocidaris remigera Mortensen, 1950
- † Notocidaris vellai Fell, 1954